# YaOS
YaOS (ранее — Яндекс.ТВ) — операционная система, разработанная на базе Android Open Source Project компанией Яндекс для использования в телевизорах, модулях и станциях.

## Характеристики
На февраль 2021 года операционная система была установлена на 18 моделях техники различных производителей, в том числе Hyundai. Операционная система создана на базе Android Open Source Project. Программа предоставляет доступ к цифровому и эфирному ТВ. При этом, поддерживаются стандарты DVB-T/DVB-T2+DVB-C+DVB-S/DVB-S2.
Система рекомендаций контента на главном экране ориентирована на пользователя, подбирая похожий контент исходя из истории просмотра.
Встроен голосовой поиск «Алиса».
Плеер поддерживает форматы MP3, WMA, MKV, JPEG.
В программу интегрированы сервисы Яндекса.
Программа может управлять другими смарт-устройствами Яндекса по принципу «умный дом». Поддерживается дублирование экрана смартфона.
C ноября 2022 года Яндекс также стал выпускать свои собственные Smart TV на платформе Яндекс ТВ.
В 2023 году платформу Яндекс ТВ переименовали в YaOS. При этом теперь YaOS используется только на Умном телевизоре Яндекса и в телевизорах сторонних производителей, а YaOS X — специально для ТВ Станций и Станции Макс с некоторыми особенными функциями, например, поддержкой YandexGPT.